# Arbuckle, Kalifornija
Arbuckle je naseljeno područje za statističke svrhe u američkoj saveznoj državi Kalifornija. Prema popisu stanovništva iz 2010. u njemu je živjelo 3,028 stanovnika.